# 拖拉机冰上竞技场
拖拉机冰上竞技场是一个位于俄罗斯车里雅宾斯克的室内冰上竞技场。它用于各种室内活动，同时也是KHL参赛球队车里雅宾斯克拖拉机和MHL参赛球队车里雅宾斯克北极熊的主场。

## 概况
拖拉机冰上竞技场是由瑞典公司斯堪卡建筑公司设计建设的。建设工程始于2007年春季，原本预计在2008－2009赛季完成。但由于随后出现的建设问题，2009年1月17日才真正竣工。拖拉机冰上竞技场的第一场比赛由主场球队车里雅宾斯克拖拉机以3比2的比分险胜了马格尼托哥尔斯克冶金。2012年8月，为了更好地保护球员，竞技场上安装了最新一代的侧壁。
2013年2月15日，受到车里雅宾斯克小行星撞击事件影响，拖拉机冰上竞技场受损。

## 举办赛事
- 2012年欧洲柔道锦标赛（英语：2012 European Judo Championships）
- 2012年大陆冰球联赛青年选秀（英语：2012 KHL Junior Draft）
- 2013年大陆冰球联赛全明星赛（英语：2013 Kontinental Hockey League All-Star Game）
- 2013年加加林杯决赛
- 2014年世界柔道锦标赛（英语：2014 World Judo Championships）
- 2015年世界跆拳道锦标赛